# Deadbeat
Deadbeat är en amerikansk sci-fi-komediserie skapad av Cody Heller och Brett Konner om mediet Kevin Pacalioglu, spelad av Tyler Labine, och visades först på Hulu den 9 april 2014. Den 30 april 2014 blev det klart att en andra säsong av serien skulle bli av.

## Handling
Kevin Pacalioglu (Tyler Labine) är en latmask som försörjer sig som medium, och försöker att lösa olika spökens ouppklarade fall så att de kan gå vidare från jordelivet. Ibland får han hjälp från sin bäste vän och langare, Roofie (Brandon T. Jackson).

## Rollista
- Tyler Labine som Kevin Pacalioglu, ett andemedium som använder droger och jobbar med att tala med andar.
- Brandon T. Jackson som Rufus "Roofie" Jones, Kevins enda vän och knarklangare.
- Lucy DeVito som Sue, Camomiles assistent.
- Cat Deeley som Camomile White, ett känt andemedium, och stundvis Kevins rival. Hon saknar förmågan att tala med andar.

## Mottagande
Rotten Tomatoes ger tv-serien 75% baserat på 8 recensioner.